# Enzenkirchen
Enzenkirchen település Ausztriában, Felső-Ausztria tartományban, a Schärdingi járásban, területe 23 km².

## Fekvése
Tengerszint feletti magassága 373 méter. Enzenkirchen Kopfing im Innkreis, Natternbach, Sankt Willibald, Raab, Andorf, Sigharting és Diersbach településekkel határos.

## Népesség
Lakosainak száma 1772 fő (2018. január 1.).